# Agonges
Agonges – miejscowość i gmina we Francji, w regionie Owernia-Rodan-Alpy, w departamencie Allier.

## Demografia
Według danych na rok 1990 gminę zamieszkiwało 300 osób, a gęstość zaludnienia wynosiła 12 osób/km². W styczniu 2015 r. Agonges zamieszkiwało 370 osób, przy gęstości zaludnienia wynoszącej 15,4 osób/km².